# Día de los Presidentes
El Día de los Presidentes es el nombre por el cual se conoce a un feriado federal celebrado en los Estados Unidos el tercer lunes de febrero, en honor a George Washington, primer presidente de Estados Unidos, que nació el 22 de febrero de 1732. Dependiendo del año, puede celebrarse entre el 15 y el 21 de febrero.
La festividad sirve para homenajear al presidente en ejercicio, así como a todos quienes han servido en dicho cargo, no solo a Washington. Es un feriado en la mayoría de los estados del país, con nombres oficiales como «Día de los Presidentes» (Presidents' Day o President's Day), «Nacimiento de Washington» (Washington's Birthday) y «Nacimiento de Washington y Lincoln» (Washington's and Lincoln's Birthday); en este último caso, se agrega a la festividad la conmemoración del nacimiento del presidente Abraham Lincoln, ocurrido el 12 de febrero de 1809.

## Fechas
| Año/Día de los Presidentes | Año/Día de los Presidentes | Año/Día de los Presidentes | Año/Día de los Presidentes | Año/Día de los Presidentes | Año/Día de los Presidentes | Año/Día de los Presidentes | Año/Día de los Presidentes | Año/Día de los Presidentes |
| -------------------------- | -------------------------- | -------------------------- | -------------------------- | -------------------------- | -------------------------- | -------------------------- | -------------------------- | -------------------------- |
| 1999                       |                            | 2010                       | 2016                       | 2021                       | 2027                       |                            | 2038                       | 15 de febrero              |
| 1998                       | 2004                       | 2009                       | 2015                       |                            | 2026                       | 2032                       | 2037                       | 16 de febrero              |
| 1997                       | 2003                       |                            | 2014                       | 2020                       | 2025                       | 2031                       |                            | 17 de febrero              |
|                            | 2002                       | 2008                       | 2013                       | 2019                       |                            | 2030                       | 2036                       | 18 de febrero              |
| 1996                       | 2001                       | 2007                       |                            | 2018                       | 2024                       | 2029                       | 2035                       | 19 de febrero              |
| 1995                       |                            | 2006                       | 2012                       | 2017                       | 2023                       |                            | 2034                       | 20 de febrero              |
| 1994                       | 2000                       | 2005                       | 2011                       |                            | 2022                       | 2028                       | 2033                       | 21 de febrero              |